# Batňovice
Batňovice (deutsch Batnowitz) ist eine Gemeinde in Tschechien. Sie liegt zehn Kilometer südöstlich von Trutnov und gehört zum Okres Trutnov.

## Geographie

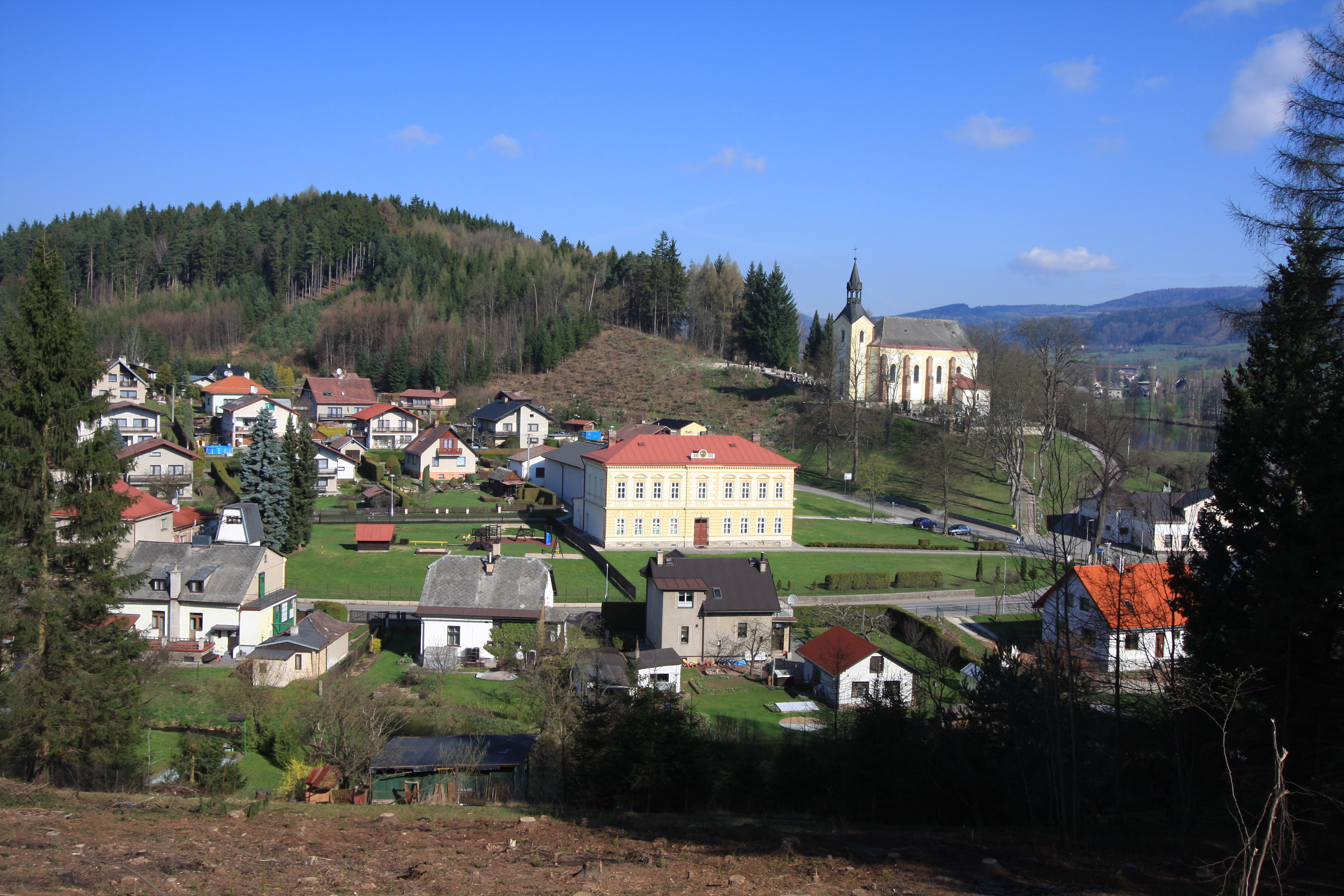
Batnovice

Batňovice befindet sich südlich des Habichtsgebirges (Jestřebí hory) in der Hertiner Furche (Rtyňská brázda). Das Dorf erstreckt sich entlang des Flüsschens Rtyňka im Mündungsgebiet der Bäche Markoušovický potok, Jestřebí potok und Petrovický potok. Nördlich liegt der Teich Batňovický rybník. Südwestlich erhebt sich die Varta (436 m) und im Osten der Čertův kopec (410 m).
Nachbarorte sind Velké Svatoňovice im Norden, Jestřebec und Malé Svatoňovice im Nordosten, Strážkovice und Odolov im Osten, Rtyně v Podkrkonoší und Krákorka im Südosten, Podhradí, Popluži und Sychrov im Süden, Úpice im Westen sowie Suchovršice und Kvíčala im Nordwesten.

## Geschichte
Nach der von Eduard Pelhřimovský verfassten Chronik von Úpice soll Batňovice im Jahre 1009 durch den Ritter Bartoloměj Svatoň gegründet worden sein. Diese Aussage ist jedoch durch keine Quellenangaben belegt. Erstmals erwähnt wurde das Dorf im Jahre 1361; urkundlich nachgewiesen ist es seit 1408. Ab 1471 gehörte das Dorf zur Herrschaft Nachod. Bis 1516 war Batňovice Teil der Burgherrschaft Wiesenburg und kam nach der Zerstörung der Burg direkt zur Herrschaft Náchod.
1794 hatte Batňovice 255 Einwohner und bestand aus 42 Häusern. In Zálesí lebten zur selben Zeit 72 Menschen in elf Häusern. Nach der Aufhebung der Patrimonialherrschaften wurde Batňovice im Jahre 1848 zur selbständigen Gemeinde mit den Ortsteilen Kvíčala und Zálesí. Bis 1850 gehörte das Dorf zur Herrschaft Náchod. 1877 war die Zahl der Einwohner von Batňovice auf 790 angewachsen, hinzu kamen noch 178 in Zálesí.

## Gemeindegliederung
Für die Gemeinde Batňovice sind keine Ortsteile ausgewiesen. Zu Batňovice gehört die Ansiedlung Zálesí (Sales).

## Sehenswürdigkeiten
- Die Kirche St. Bartholomäus in Zálesí ist seit 1367 als hölzerner Bau nachweislich. 1681 und 1867 wurde sie erneuert.